# لوكا بيجازي
لوكا بيجازي (بالإيطالية: Luca Bigazzi)‏؛ مواليد 9 ديسمبر 1958) هو مصور سينمائي إيطالي. حصل على سبع جوائز ديفيد دي دوناتيلو لأفضل تصوير سينمائي وحصل على أربعة عشر ترشيحًا، مما جعله أعلى فنان حصل على جوائز في هذه الفئة. وهو أول مصور سينمائي إيطالي يرشح لجوائز إيمي برايم تايم في التصوير السينمائي. معروف بتعاونه مع الكبير باولو سورينتينو وتعاون أيضاً مع الإيراني عباس كايرستمي .

## وصلات خارجية
- لوكا بيجازي في قاعدة بيانات الأفلام على الإنترنت